# Római katolikus templom (Fülek)
A füleki Szűz Mária mennybemenetele római katolikus templom 1727-ben épült.

## A templom
Az eredeti templom 1513-ből származik, de a város 1554-es török elfoglalását követően még abban az évben dzsámivá alakították át és ezt a funkcióját töltötte be a vár 1593-as visszafoglalása után is. 1682-ben a Thököly Imre vezette erők jelentős török segítséggel megostromolták és elfoglalták Füleket, mely gyakorlatilag teljesen elpusztult a mai templom épületével együtt. 1694-1727 között Koháry István országbíró támogatásával, barokk stílusban újraépítették. A torony a szokástól eltérően az északkeleti oldalra épült, a homlokzatot 1725–1728-ban átalakították, restaurálták.  A templom egyhajós szerkezetű, sokszögű alaprajzú, fallal záródó szentéllyel végződik. A belső tér dongaboltozattal, stukkókkal és festményekkel díszített lunettákkal záródik.
2012 tavaszán a templom jelentős felújításokon esett át. Önerőből, a hívek felajánlásaiból és a központi ferences rend támogatásával a templom tetőszerkezét felújították, továbbá készülnek a belső tér és a templom freskóinak restaurálására.